# Estación de Wiler
La estación de Wiler es una estación ferroviaria de la comuna suiza de Wiler bei Utzenstorf, en el Cantón de Berna.

## Historia y situación
La estación de Wiler fue inaugurada en el año 1875 con la puesta en servicio del tramo Burgdorf - Biberist Ost de la línea Soleura - Burgdorf - Langnau im Emmental por parte del Emmentalbahn (EB). En 1942 EB se fusionaría con Burgdorf-Thun-Bahn (BTB), y creando Emmental-Burgdorf-Thun-Bahn (EBT). EBT pasaría a ser integrada en 1997 en Regionalverkehr Mittelland, que al fusionarse en 2006 con BLS Lötschbergbahn pasaría a ser BLS AG.
Se encuentra ubicada en el borde oeste del núcleo urbano de Wiler bei Utzenstorf. Cuenta con tres andenes, dos centrales y uno lateral a los que acceden tres vías pasantes, a las que hay que sumar varias vías muertas y dos derivaciones a industrias, situadas en una en el norte de la estación y otra en el sur.
En términos ferroviarios, la estación se sitúa en la línea Soleura - Burgdorf - Langnau im Emmental. Sus dependencias ferroviarias colaterales son la estación de Gerlafingen hacia Soleura y la estación de Utzenstorf en dirección Langnau im Emmental.

## Servicios ferroviarios
Los servicios ferroviarios de esta estación están prestados por BLS:

### Regionales
- RE Soleura - Wiler - Burgdorf - Hasle-Rüegsau - Konolfingen - Thun. Servicios cada hora.
- R Soleura - Wiler - Burgdorf. Existen varios servicios de lunes a viernes que circulan a primera hora de la mañana y en la hora punta de la tarde.

### S-Bahn Berna
Desde la estación de Wiler se puede ir a Berna mediante la red S-Bahn Berna operada por BLS:
- S 44 Sumiswald-Grünen – Ramsei – Hasle-Rüegsau -/(Soleura –) Wiler –  Burgdorf – Berna Wankdorf – Berna – Belp – Thun